# CISC
CISC je engleska kratica za Complex Instruction Set Computer i ona označava računarsku arhitekturu čija je filozofija gradnje ta da uvrsti što je moguće više naredbi na mikro razini - to jest na razini centralne jedinice (CPU). 
CISC arhitektura ima nekoliko prednosti:
- naredbe su izvedene na razini elektronike u centralnoj jedinici ili u mikro programu
- izvršavanje naredbi je brzo

Nedostaci CISC arhitekture su:
- zbog izvođenja naredbi na mikro razini CPU postaje složeniji i skuplji za proizvodnju
- zbog složenosti elektronskih krugova moguće su veće greške tokom izrade, a kada su greške izvedene, u stvari ih je skoro nemoguće ispraviti
- teže je proizvesti nove generacije mikroprocesora
- neke ugrađene naredbe su možda neefikasne zbog dostupnosti novih algoritama ili zbog nemarnosti dizajnera
- mali broj naredbi od cijelog dostupnog skupa naredbi se koristi (80/20 pravilo)

## CISC Mikroprocesori
- Mikroprocesori Intel iz serije x86
- Mikroprocesori Motorola iz serije 680xx

::Napomena: Svi noviji procesori koriste RISC jezgru, a oni na kojima se izvodi CISC kod, prevode isti u RISC i postižu veće performanse.
Prvi primjeri takvih procesora su:
- Intel Pentium PRO
- NextGen Nx586
- AMD k5
- AMD k6

## Poveznice
- RISC